# Christophe Claret

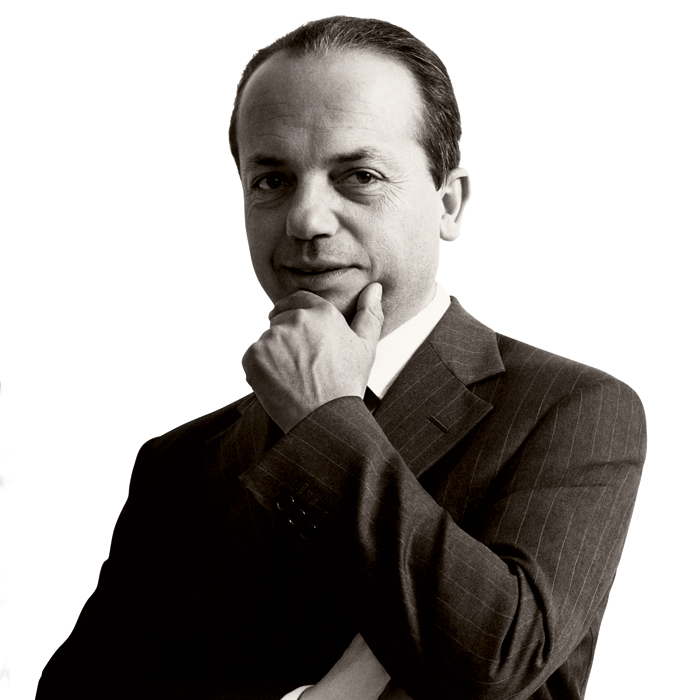
Christophe Claret, 2008

Christophe Claret (* 1962 in Lyon) ist ein französisch-schweizerischer Uhrmacher von Armbanduhren mit Komplikationen, ihm gehört das Unternehmen Christophe Claret.

## Leben
Nach einer Ausbildung zum Rhabilleur an der Uhrmacherschule in Genf von 1978 bis 1982 gründete Christophe Claret 1989 zusammen mit Dominique Renaud und Giulio Papi (heute bei Audemars Piguet) die Firma RPC in Le Locle. 1995 wurde er zum Alleininhaber der Firma. Er benannte sie in Christophe Claret SA um. Über diese Firma stellte er Armbanduhren mit Minutenrepetition oder Tourbillon für Harry Winston, Ellicott, Guy Ellia, George Graham und seine Beteiligungsfirma Jean Dunand her, außerdem unter eigenem Namen.
Ab dem Jahr 1997 baute er die weltweit ersten mechanischen Armbanduhren mit integrierter Spieluhr (engl. music box watch), welche automatisch zur vollen Stunde oder auf Knopfdruck spielen. Claret erwarb 1998 die historische Villa des Uhrmachers Jules Jürgensen und machte sie zum Geschäftssitz.
2003 gründete er zusammen mit Thierry Ouvelay die Firma Jean Dunand, benannt nach dem Art-Déco-Künstler Jean Dunand. Dafür konstruierte Claret eine Grande Complication mit 827 Einzelteilen (Kaliber CLA96) und eine Armbanduhr mit einem zweifach rotierenden orbitalen Tourbillon. 2004 produzierte Claret für Harry Winston eine Automatikuhr mit Tourbillon, bei der der Aufzug nicht über einen Rotor, sondern durch gleitende Gewichte funktionierte. 2011 entwickelte er eine Armbanduhr mit Roulette- und Blackjack-Mechanismus, die Blackjack 21.